# ووک فیشینگ
ووک فیشینگ (به انگلیسی: Wokefishing) یا فریب‌کاری ایدئولوژیک، اصطلاحی است که توسط روزنامه‌نگار بریتانیایی سرنا اسمیت ابداع شده است. این واژه وضعیتی را توصیف می‌کند که در آن فردی خود را به‌عنوان یک شخص ترقی‌خواهی، روشن‌فکر، ضدنژادپرست، فمینیست، طرفدار آزادی‌های جنسی و مخالف همجنس‌گراهراسی معرفی می‌کند، درحالی‌که در واقع چنین نیست یا حتی ممکن است نسبت به این موضوعات بی‌علاقه باشد یا دیدگاه‌های کاملاً مخالفی داشته باشد. هدف از این تظاهر، جذب و اغوای فردی دیگر در روابط عاطفی و عاشقانه است. این نوع فریبکاری جنسی می‌تواند باعث شود افراد به کل واقعیت خود شک کنند و در قضاوت دیگران دچار تردید شوند.
این اصطلاح ترکیبی از دو واژهٔ وُوْک (انگلیسی: Woke به معنای بیدار , آگاه به مسائل اجتماعی و نابرابری‌ها) یا فیشینگ (انگلیسی: Fishing به معنای طعمه‌گذاری یا شکار) است.
در واقع، باورهای سیاسی همچنان یکی از معیارهای مهم در شکل‌گیری روابط عاشقانه محسوب می‌شود. طبق یک نظرسنجی که در سال ۲۰۱۷ توسط مؤسسهٔ Ifop به درخواست شبکهٔ اجتماعی Wyylde انجام شد، ۴۷ درصد از مردم فرانسه اظهار داشتند که اکثر شرکای جنسی‌شان دارای عقاید سیاسی مشابه خودشان بوده‌اند. همچنین ۸۵ درصد از شرکت‌کنندگان در نظرسنجی معتقد بودند که پیش از شروع رابطه، دیدگاه‌های مشترکی با شریک عاطفی خود داشته‌اند. علاوه بر این، سه‌چهارم افراد متأهل گفتند که با همسرشان در یک جناح سیاسی قرار دارند.
یک نظرسنجی دیگر که در ۵ آوریل ۲۰۲۲ منتشر شد، نشان داد که پدیدهٔ ووک‌فیشینگ در میان ۱۱ درصد از مردم فرانسه رایج است. همچنین مشخص شد که این رفتار بسیار جنسیت‌محور است، زیرا میزان افرادی که اعتراف کرده‌اند خود را به‌عنوان فردی مترقی (مثلاً فمینیست، حامی حقوق LGBT یا ضدنژادپرستی) جا زده‌اند، در بین مردان ۱۶ درصد و در بین زنان تنها ۶ درصد بوده است.
مطالعات متعددی نشان داده‌اند که افراد بیشتر به کسانی جذب می‌شوند که دیدگاه‌های سیاسی مشابهی دارند. حتی در یک نظرسنجی مشخص شد که نسل متولد دهه‌های ۸۰ و ۹۰ میلادی اولویت بیشتری به سیاست می‌دهند تا رابطهٔ جنسی. علاوه بر این، اپلیکیشن‌های دوستیابی مانند تیندر و بامبل امکان فیلتر کردن افراد بر اساس گرایش سیاسی را فراهم کرده‌اند.
کارشناسان روابط عاطفی در روزنامهٔ دیلی میل نسبت به افزایش این پدیده، به‌ویژه در دوران همه‌گیری کووید-۱۹ هشدار داده‌اند و تأکید کرده‌اند که چنین روابطی از همان ابتدا محکوم به شکست هستند.